# 동파 문자

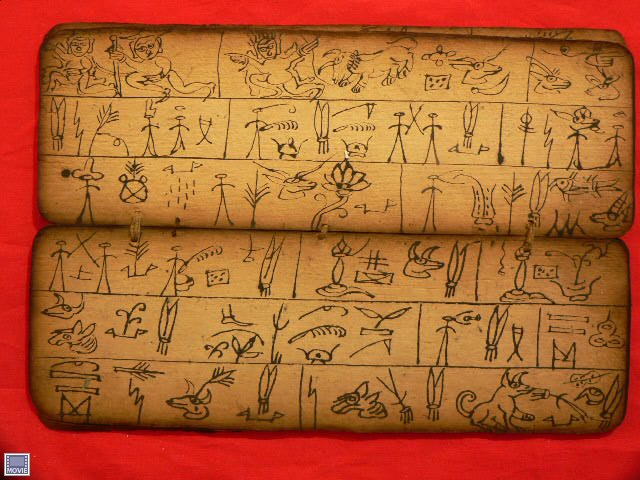
동파 문자

동파 문자(중국어 간체자: 东巴文, 정체자: 東巴文)는 중국 운남성의 나시족이 사용하는 상형문자이다. 한자를 빼면 천년이 넘는 역사가 있어 현재도 쓰이고 있는 단 하나의 상형문자이다. 상당히 추상화된 한자에 견주어 문자 모양이 나타내고자 하는 사물의 본 모습에 가깝게 그려내고 있어 그림문자에 가까운 특징을 보여 준다. 이집트 신관문자, 수메르 쐐기문자와 같이 뜻을 나타내는 부분과 음을 나타내는 부분으로 나뉜다. 나시족은 동파 문자 외에 한자의 영향을 받은 음절문자인 게바 문자와 로마자에 바탕한 철자법 등 세가지 정서법이 있다. 나시족의 종교경전이자 백과사전인 동파경에 쓰인다.